# Blažena Strachotová
Blažena Strachotová, rozená Fibichová, (* 9. února 1917 Slavičín) je česká stoletá žena, která se v roce 2024 stala nejstarší žijící osobou v České republice.

## Život
Blažena Strachotová se narodila 9. února 1917 v obci Slavičín. Její otec Rudolf Fibich a matka Františka Fibichová vlastnili velké hospodářství a pekařství, ve kterém zaměstnávali několik lidí. Po ukončení obecné školy nastoupila do řeznického učení ve Valašském Meziříčí, kde se po 8 letech vyučila prodavačkou masa a uzenin. Po návratu z Valašského Meziříčí navázala známost s Jaroslavem Strachotou (1913–1977), který pocházel stejně jako ona ze Slavičína. Jaroslav Strachota musel v září 1938 narukovat do Československé armády, ze které se však po uzavření Mnichovské dohody vrátil domů. V roce 1939 došlo ke svatbě. Mladý pár zdědil místní sodovkárnu, kterou v roce 1919 založil Jaroslavův otec Oswald Strachota. Podnik za druhé světové války prosperoval. Manželům se narodili synové Jan a Jaroslav. Blažena Strachotová byla očitým svědkem letecké bitvy, která se odehrála mezi americkými letouny a německými stíhačkami dne 29. srpna 1944 v okolí Slavičína, během které zahynulo 28 amerických letců. V roce 1945 osvobodila Slavičín rumunská armáda. Po komunistickém převratu byla Strachotova sodovkárna v roce 1950 znárodněna a oba manželé se tak odstěhovali za novou prací do Ostravy a následně do Brna. V roce 1977 se manželé Strachotovi přestěhovali do Českých Budějovic. Manžel Jaroslav zemřel 9. listopadu 1977. Blažena Strachotová se v roce 2024 ve svých 107 letech stala nejstarší žijící osobou v České republice. V únoru 2025 jí při oslavě 108. narozenin navštívila primátorka Českých Budějovic Dagmar Škodová Parmová, která jí popřála hodně zdraví a spokojenosti.